# Kentrocapros aculeatus
Kentrocapros aculeatus is een straalvinnige vis uit de familie van de doosvissen (Aracanidae). De wetenschappelijke naam van de soort is, als Ostracion cubicus aculeatus, voor het eerst geldig gepubliceerd in 1782 door Maarten Houttuyn.

## Synoniemen
- Ostracion hexagonus Thunberg, 1787[4]